# Уравнение Коши — Эйлера
В математике (дифференциальных уравнениях) уравнение Коши — Эйлера (Эйлера — Коши) является частным случаем линейного дифференциального уравнения, приводимым к линейному дифференциальному уравнению с постоянными коэффициентами, которое имеет простой алгоритм решения.

## Уравнение порядка n
Общий вид уравнения :

{\displaystyle \sum _{k=0}^{n}{a_{k}(\alpha x+\beta )^{k}y^{(k)}(x)}=f(x)}.

Его частный случай :

{\displaystyle \sum _{k=0}^{n}{a_{k}x^{k}y^{(k)}(x)}=f(x)}.

### Подстановка
Подстановка вида {\displaystyle \ (\alpha x+\beta )=e^{t}}
то есть {\displaystyle \ t=\ln(\alpha x+\beta )}
приводит уравнение к виду линейного дифференциального уравнения с постоянными коэффициентами.

Действительно, заметим, что
{\displaystyle \ t_{x}'=\alpha (\alpha x+\beta )^{-1}},
{\displaystyle \ t_{xx}''=-\alpha ^{2}(\alpha x+\beta )^{-2}} и
{\displaystyle \ t_{xxx}'''=+2\alpha ^{3}(\alpha x+\beta )^{-3}}.

В соответствии с этим:

{\displaystyle \ y(t)=y(t(x))}

откуда

{\displaystyle \ y_{x}'(x)=y_{t}'(t)t_{x}'=y_{t}'(t)\alpha (\alpha x+\beta )^{-1}}

таким образом

{\displaystyle \ (\alpha x+\beta )y_{x}'(x)=\alpha y_{t}'(t)}

Вычислим очередную
производную сложной функции

{\displaystyle \ y_{xx}''(x)=(y_{x}'(x))_{x}'=(y_{t}'(t)t_{x}')_{x}'=y_{tt}''(t)t_{x}'t_{x}'+y_{t}'(t)t_{xx}''=y_{tt}''(t)\alpha ^{2}(\alpha x+\beta )^{-2}+y_{t}'(t)(-\alpha ^{2})(\alpha x+\beta )^{-2}},

что приводит к

{\displaystyle \ (\alpha x+\beta )^{2}y_{xx}''(x)=\alpha ^{2}(y_{tt}''(t)-y_{t}'(t))}.

и далее

{\displaystyle \ y_{xxx}'''(x)=(y_{xx}''(x))_{x}'=(y_{tt}''(t)(t_{x}')^{2}+y_{t}'(t)t_{xx}'')_{x}'=y_{ttt}'''(t)t_{x}'(t_{x}')^{2}+y_{tt}''(t)2t_{x}'t_{xx}''+y_{tt}''(t)t_{x}'t_{xx}''+y_{t}'(t)t_{xxx}'''=}

{\displaystyle \ =y_{ttt}'''(t)(t_{x}')^{3}+3y_{tt}''(t)t_{x}'t_{xx}''+y_{t}'(t)t_{xxx}'''=y_{ttt}'''(t)\alpha ^{3}(\alpha x+\beta )^{-3}-3y_{tt}''(t)\alpha ^{3}(\alpha x+\beta )^{-3}+2y_{t}'(t)\alpha ^{3}(\alpha x+\beta )^{-3}}

что, аналогично, приводит к

{\displaystyle \ (\alpha x+\beta )^{3}y_{xxx}'''(x)=\alpha ^{3}(y_{ttt}'''(t)-3y_{tt}''(t)+2y_{t}'(t))}

Эта цепь вычислений может быть продолжена до любого порядка n

### Пример
Дано неоднородное уравнение

{\displaystyle \ (2x-1)^{3}y'''(x)+4(2x-1)^{2}y''(x)-8(2x-1)y'(x)=32\ln(2x-1)}.

Определив подстановку {\displaystyle \ t=\ln(2x-1)} {\displaystyle \ \left((2x-1)=e^{t}\right)},
приходим к уравнению

{\displaystyle \ 8(y'''(t)-3y''(t)+2y'(t))+4\cdot 4(y''(t)-y'(t))-8\cdot 2y'(t)=32t}.

После приведения имеем линейное неоднородное уравнение с постоянными коэффициентами

{\displaystyle \ y'''(t)-y''(t)-2y'(t)=4t},

решение которого имеет вид

{\displaystyle \ y(t)=c_{1}e^{-1t}+c_{2}e^{2t}+c_{3}+t-t^{2}}

или в терминах {\displaystyle \ x}

{\displaystyle \ y(x)=c_{1}(2x-1)^{-1}+c_{2}(2x-1)^{2}+c_{3}+ln(2x-1)-ln(2x-1)^{2}}

## Уравнение второго порядка
Общий вид уравнения :

{\displaystyle \ a_{2}(\alpha x+\beta )^{2}y''(x)+a_{1}(\alpha x+\beta )y'(x)+a_{0}y(x)=f(x)}.

Его частный случай :

{\displaystyle \ a_{2}x^{2}y''(x)+a_{1}xy'(x)+a_{0}y(x)=f(x)}.

Подстановкой
{\displaystyle \ (\alpha x+\beta )=e^{t}} то есть {\displaystyle \ t=\ln(\alpha x+\beta )}

или, соответственно,
{\displaystyle \ x=e^{t}} то есть {\displaystyle \ t=\ln x}

приводится к виду
линейного дифференциального уравнения второго порядка с постоянными коэффициентами.

{\displaystyle \ a_{2}\alpha ^{2}y''(t)+a_{1}\alpha y'(t)+a_{0}y(t)=f(e^{t})}.

или, соответственно,

{\displaystyle \ a_{2}y''(t)+a_{1}y'(t)+a_{0}y(t)=f(e^{t})}.

### Пример
Дано неоднородное уравнение

{\displaystyle \ x^{2}y''(x)-2xy'(x)+2y(x)=6x}.

Определив подстановку {\displaystyle \ t=\ln x} ({\displaystyle \ x=e^{t}}),
приходим к уравнению

{\displaystyle \ (y''(t)-y'(t))-2y'(t)+2y(t)=6e^{t}}.

После приведения имеем линейное неоднородное уравнение с постоянными коэффициентами

{\displaystyle \ y''(t)-3y'(t)+2y(t)=6e^{t}},

решение которого имеет вид

{\displaystyle \ y(t)=c_{1}e^{+1t}+c_{2}e^{+2t}-6te^{+1t}}

или в терминах {\displaystyle \ x}

{\displaystyle \ y(x)=c_{1}x+c_{2}x^{2}-6x\ln x}

### Ещё один способ решения однородного уравнения второго порядка
Рассмотрим однородное уравнения второго порядка вида:

{\displaystyle \ x^{2}y''(x)+pxy'(x)+qy(x)=0}.

Его решениями являются функции вида:

{\displaystyle \ y(x)=x^{r}},

где {\displaystyle r} — корни характеристического уравнения

{\displaystyle \ r^{2}+(p-1)r+q=0},

которое совпадает с характеристическим уравнением однородного уравнения с постоянными коэффициентами,
полученного из исходного уравнения путём описанной выше замены переменной. Если эти корни будут комплексными, то нужно воспользоваться формулой Эйлера и взять вещественную и мнимую части решения. Если же корни совпадут, то линейно независимыми решениями будут 
{\displaystyle \ x^{r}} и {\displaystyle \ \ln(x)x^{r}}

### Пример
Дано однородное уравнение

{\displaystyle \ x^{2}y''(x)-2xy'(x)+2y(x)=0}.

Характеристическое уравнение которого имеет вид

{\displaystyle \ r^{2}+(-2-1)r+2=0\Leftrightarrow r^{2}-3r+2=0},

с решениями {\displaystyle \ r_{1}=1}, {\displaystyle \ r_{2}=2}.

Тогда общее решение однородного уравнения

{\displaystyle \ y(x)=c_{1}x+c_{2}x^{2}}